# Credit River
Credit River är ett vattendrag i Kanada.   Det ligger i provinsen Ontario, i den sydöstra delen av landet, 400 km sydväst om huvudstaden Ottawa.
Runt Credit River är det i huvudsak tätbebyggt. Runt Credit River är det mycket tätbefolkat, med 2 521 invånare per kvadratkilometer.